# Piper chamissonis
Piper chamissonis là một loài thực vật có hoa trong họ Hồ tiêu. Loài này được Steud. miêu tả khoa học đầu tiên năm 1841.